# HSR-350x
O HSR-350x, também conhecido como G7, KHST ou NG-KTX, é um trem experimental sul-coreano de alta velocidade. Foi desenvolvido e construído em um projeto conjunto entre institutos de pesquisa governamentais, universidades e empresas privadas iniciado em 1996, com o objetivo de reduzir a dependência da importação de tecnologia ferroviária de alta velocidade. Novos componentes desenvolvidos para o HSR-350x incluíram motores, eletrônicos e a carroceria dos vagões de passageiros. Os testes com o trem foram realizados entre 2002 e 2008. O protótipo atingiu o recorde de velocidade ferroviária sul-coreana de 352,4 km/h em 2004. O HSR-350x foi a base para os trens de alta velocidade comerciais KTX-Sancheon da Korail.

## História
Quando a Coreia do Sul iniciou seu projeto ferroviário de alta velocidade, o material rodante e a infraestrutura foram planejados no âmbito de um acordo de transferência de tecnologia entre a GEC-Alsthom (hoje Alstom), a principal fabricante de trens de alta velocidade TGV franceses, e empresas sul-coreanas. Os primeiros trens para o serviço Korea Train Express, o KTX-I, foram derivados do TGV Réseau e fabricados tanto pela Alstom quanto pela Rotem (hoje Hyundai Rotem ).

### Projeto G7
O contrato de transferência de tecnologia não previa o controle total dos processos de fabricação e envolvia a importação de algumas peças. Para aumentar a porcentagem de peças produzidas no país, e para melhorar ainda mais a tecnologia, em dezembro de 1996, o Ministério de Construção e Transporte da Coreia do Sul (MOCT) iniciou um projeto denominado G7 para desenvolver tecnologia ferroviária de alta velocidade sul-coreana. O projeto envolveu 10 agências de pesquisa governamentais, 16 universidades e 35 empresas privadas, e empregou cerca de mil pessoas. Os principais parceiros foram o Instituto de Pesquisa Ferroviária da Coreia (KRRI), o Instituto de Tecnologia Industrial da Coreia (KITECH) e a fabricante de material rodante Rotem.
Devido a forte interdependência nos padrões de veículos e infraestrutura nas tecnologias ferroviárias de alta velocidade, o programa G7 primeiro se concentrou na compatibilidade com outros componentes, como trilhos, catenária, sinalização e controle de trens. Os subprojetos trataram de projetar de pontes e aprimoramento de pantógrafos e catenária em túneis. As tecnologias utilizadas na construção de linhas de alta velocidade, incluindo trilhos e catenária em túneis, foram adaptadas para uso em atualizações de linhas convencionais, para permitir a operação de trens KTX nessas linhas. O programa também tratou de problemas descobertos durante a operação dos trens KTX-I, incluindo um movimento sinuoso do trem articulado em uma velocidade de cerca de 150 km.h durante o inverno, que foi resolvido aumentando a conicidade das rodas.
O elemento principal do projeto G7 foi o trem experimental de alta velocidade HSR-350x, desenvolvido com base na tecnologia transferida da GEC-Alsthom. Com uma velocidade máxima esperada de 385 km/h, o trem foi concebido como um protótipo para trens comerciais com uma velocidade máxima comercial de 350 km/h. O projeto básico e os componentes principais, bem como um modelo do nariz, foram apresentados em 17 de dezembro de 1999.
Os custos do projeto G7 foram de 210 bilhões de won, ou cerca de 208 milhões de dólares. Incluindo os testes, todo o programa de desenvolvimento custou 256,9 bilhões de won.

### Testes
Os primeiros testes com o HSR-350x foram conduzidos em maio de 2002 a uma velocidade de 60 km/h. O trem foi então transportado para o depósito de Osong, na seção de concluída da ferrovia de alta velocidade Gyeongbu entre Cheonan-Asan e Daejeon, em 28 de junho de 2002, e o primeiro teste na ferrovia ocorreu em 19 de agosto de 2002, com uma velocidade máxima de 80 km/h. Nos primeiros doze meses, o trem percorreu 6.075 km em 44 testes em que a velocidade máxima foi aumentada gradualmente de 10 em 10 km/h, até atingir 301.9 km/h às 23:38 de 1 de agosto de 2003.
Progresso posterior com o programa de teste foi lento, porque a capacidade da linha na seção de teste concluída da ferrovia de alta velocidade Gyeongbu foi limitada devido à prioridade dos testes dos trens KTX-I. Após o lançamento do serviço regular em 1º de abril de 2004, a Autoridade da Rede Ferroviária da Coreia permitiu testes apenas durante a noite, quando não havia serviço regular na linha. O programa também foi prejudicado por problemas técnicos, incluindo um problema de controle de deslizamento que levou à abrasão da roda, motores queimados, problemas de sinalização, problemas no sistema de freios e problemas na locomotiva que levou à substituição do o sistema de suspensão. Após um teste com foco na confiabilidade, a velocidade de 310 km/h foi ultrapassada, a velocidade de 324 km/h foi alcançada em 29 de junho de 2004.
Na noite de 27 a 28 de outubro de 2004, o recorde de velocidade ferroviária sul-coreana foi elevado para 333,3 km/h. Em seguida, 343.5 km/h (213.4 mph) foi alcançado às 01:53 em 23 de novembro de 2004, entre Gwangmyeong e Sintanjin. O teste final para superar a velocidade de serviço originalmente planejada foi conduzido na noite de 15 a 16 de dezembro de 2004, entre a Estação Cheonan-Asan e o depósito de Osong, quando o duradouro recorde de velocidade ferroviária sul-coreana de 352,5 km/h foi alcançado às 01:24 em 16 de dezembro de 2004.
Após os testes com aumento gradual de velocidade, em 2 de fevereiro de 2005, uma equipe de teste foi estabelecida, para conduzir testes intensos de confiabilidade a 300 km/h em espaços no calendário de serviços comerciais. Em junho de 2005, o trem acumulou uma milhagem de 93.000 km em 209 testes. Durante esses testes, o conforto, a segurança operacional e o pantógrafo do trem foram avaliados de acordo com os padrões europeus. O programa de testes foi oficialmente encerrado em 27 de dezembro de 2007, depois de mais de 200.000 km de testes a um custo de 46,9 bilhões de won. O trem foi usado para mais alguns testes no ano seguinte, e em fevereiro de 2008, tinha uma milhagem acumulada de 207.000 km.

### Nome
O nome do projeto de desenvolvimento de ferrovias de alta velocidade G7 foi uma alusão ao Grupo dos Sete, demonstrando a ambição da Coreia do Sul de se igualar às nações mais avançadas no campo da tecnologia. Na fase de planejamento, o trem de alta velocidade desenvolvido foi referido por vários nomes, incluindo o nome do projeto G7, Korean High Speed Train (KHST), e Next Generation Korea Train eXpress (NG-KTX). Quando foi concluído o protótipo foi denominado HSR-350x, uma sigla para High Speed Rail - 350km/h experimental.
Em abril de 2006, Nam-Hee Chae, o presidente da KRRI, idealizou que trens de alta velocidade sul-coreanos deveriam ter uma denominação comum, seguindo o padrão de marcas de trens de alta velocidade reconhecidos como Shinkansen para os feitos no Japão, TGV para os feitos na França, e ICE para os fabricados na Alemanha. Chae argumentou que G7 é difícil de explicar para estrangeiros, HSR-350x não é um nome próprio para uma série de trens e KTX já estava associado a trens com tecnologia importada da França. Após discutir propostas, um ano depois, em 5 de abril de 2007, Chae argumentou que o nome Hanvit (Hangul: 한빛), que significa feixe de luz intensa em coreano deveria ser usado.

## Detalhes técnicos
O trem foi desenvolvido com base na tecnologia transferida do TGV. Como o KTX-I, o HSR-350x consiste em locomotivas com truques motorizados e equipamentos de tração em ambas as extremidades, e um conjunto articulado de vagões intermediários com compartimento de passageiros, com truques motorizados sob os vagões próximos às locomotivas.
As principais novidades em comparação com o KTX-I estão no equipamento de tração e na carroceria. Os motores são motores de indução assíncronos trifásicos desenvolvidos, em vez de motores síncronos como no KTX-I. Os motores tem sua energia suprida por conversores de tração com tiristor comutador de porta integrado (IGCT) em vez de componentes retificadores controlados de silício (SCR) como no KTX-I. O IGCT era a versão mais avançada do tiristor de desligamento de porta (GTO) usado para controle de aplicações de alta potência na época, e o uso de IGCTs fornecidos pela ABB como os elementos de comutação nos módulos retificador e inversor dos conversores do HSR-350x foram o primeiro uso dessa tecnologia na indústria ferroviária. No entanto, os testes encontraram melhorias limitadas na eficiência e nos níveis de ruído, e problemas com confiabilidade. Cada conversor de tração consiste em dois conversores de quatro quadrantes comutados em paralelo, que funcionam como módulos retificadores, convertendo a corrente alternada monofásica (CA) de um enrolamento principal do transformador em corrente contínua (CC), um circuito intermediário de 2.800 volts de CC, um módulo inversor convertendo a alimentação CC para a alimentação CA trifásica para motores de tração, um inversor auxiliar para alimentação dos ventiladores de resfriamento do motor e do conversor e resistores para frenagem dinâmica que também estão conectados ao circuito CC. Os inversores de frequência variável de tensão variável (VVVF) são alimentados por tensão com controle de modulação por largura de pulso (PWM), ao invés de fonte de corrente com controle de disparo de fase (PFC) como no KTX-I. Cada conversor fornece os motores em dois eixos de um truque, permitindo o controle individual de cada um deles. Também foram desenvolvidos novos transformadores principais com redução de peso de 15% e aumento de potência de 20%. O pantógrafo de braço único foi uma nova tecnologia projetada para a alta velocidade planejada na época. Os truques e suspensões redesenhados foram testados na Southwest Jiaotong University, na China, em simulações para velocidades de até 402 km/h.
A versão comercial do trem também teria vagões de passageiros motorizados no meio da composição, portanto, o vagão de passageiros da extremidade traseira do HSR-350x foi fabricado como o protótipo dos vagões de passageiros de potência média. O sistema de tração deste vagão possui seu próprio transformador principal, alimentado por alta tensão desde a primeira locomotiva, ao invés da segunda que está ao lado dele. A assimetria resultante nas locomotivas é usada para maximizar a capacidade da potência do suprimento elétrico, que fornece energia aos equipamentos elétricos de bordo e dispositivos de medição: enquanto seis dos oito enrolamentos do transformador principal na primeira locomotiva fornecem conversores de tração e dois fornecer um conversor auxiliar  com 0,7 MW para um suprimento elétrico de 670 volts CC, na segunda locomotiva, os conversores de tração precisam de apenas quatro enrolamentos principais do transformador e os outros quatro enrolamentos fornecem energia para um conversor auxiliar de 1,4 MW.
Novos freios elétricos foram instalados nos truques sem motor. Outros componentes foram projetados para serem compatíveis com o KTX-I, incluindo o acoplador de emergência. Para os testes, 420 sensores foram instalados ao longo do trem, concentrados em três vagões intermediários.
O formato do nariz foi projetado para reduzir o arrasto aerodinâmico em 15% em comparação com o KTX-I. A carroceria dos vagões intermediários é feita de alumínio em vez de aço carbono, reduzindo o peso em cerca de 30%. A largura dos vagões de passageiros foi aumentada de 2.904 para 2.970 mm. O design foi revisado por Bombardier Talbot e  pela DE-Consult da Alemanha e pela Alu-Swiss da Suíça. Para maior proteção dos passageiros contra as variações da pressão do ar durante as passagens do túnel, o HSR-350x foi equipado com um sistema de controle de pressão ativo.
Seguindo a meta do projeto de tornar a produção e o design local, 92% das peças e 87% do valor agregado vieram de fabricantes ou pesquisadores nacionais.

## Versões comerciais
Para a produção comercial, os planos originais previam a adição de mais quatro vagões intermediários à composição, possibilitando duas configurações: um trem de 11 vagões composto por duas locomotivas e uma composição de nove vagões de passageiros e um trem de 20 vagões consistindo em duas locomotivas e dois conjuntos articulados de nove vagões de passageiros cada. A versão de 11 vagões teria a mesma potência do HSR-350x, enquanto que a versão de 20 vagões, devido aos dois truques elétricos extras no meio, teria uma potência de 17,6 MW. A versão de 20 vagões teria 395 m comprimento, tendo 871 assentos.
Mesmo antes da conclusão do projeto, em 2001, um estudo enfocando as necessidades da linha Honam, menos frequentada, propôs um trem modular modificado que permite configurações mais curtas removendo o equipamento de tração dos carros intermediários extremos, enquanto que reduzindo a velocidade máxima para 300 km/h. As configurações possíveis seriam as versões de 12, 10 e 8 vagões com duas locomotivas, com uma potência total de 8,8 MW, outra versão de 8 vagões com uma locomotiva em uma extremidade e uma cabine de direção com um truque motorizado na outra extremidade, resultando numa potência total de 6,6 MW, e uma versão menor de 6 vagões com uma locomotiva com uma potência de 4,4 MW. A versão de 12 vagões teria tido 245 m de comprimento. As versões com duas locomotivas ofereceriam 500, 384 e 268 assentos, respectivamente, as versões com uma locomotiva teriam 323 e 207 assentos. O sistema de controle de pressão ativo do HSR-350x não foi considerado necessário para o trem de alta velocidade proposto, o isolamento de pressão como no KTX-I foi escolhido.
Em julho de 2005, o Ministério da Construção e Transporte reservou 80 bilhões de won para dois trens comerciais de 10 vagões com velocidade máxima de 300 km/h, destinado ao então planejado serviço KTX na linha Jeolla a partir de 2008. Em outubro de 2005, no entanto, a Korail convocou licitações competitivas. A Rotem, oferecendo uma versão comercial do HSR-350x, foi escolhida em vez da Alstom como licitante preferencial em dezembro de 2005, e finalizou o pedido de 10 trens em 6 de junho de 2006. Em 2007, o pedido foi aumentado em nove trens adicionais, a serem entregues em dezembro de 2010. Além da falta de um truque motorizado sob os vagões intermediários extremos, em vez dos conversores do HSR-350x com IGCTs e um novo design do nariz.
Em 2007, outro projeto liderado pelo governo foi iniciado com o objetivo de projetar o HEMU-430X, um segundo trem experimental com tração distribuída e uma velocidade de teste planejada de 400 km/h, como base para o desenvolvimento de trens comerciais com velocidade máxima de até 350 km/h.